# Közszolgálati tisztviselő
A közigazgatás személyi állományát alkotó közszolgálati alkalmazottak együttes elnevezése a hatályos magyar jogban. A közigazgatás személyi állományának jogállását a közszolgálati tisztviselőkről szóló 2011. évi CXCIX. törvény szabályozza.

A következő négy réteg sorolható a közszolgálati tisztviselők közé:
- kormánytisztviselők,
- köztisztviselők,
- kormányzati ügykezelők,
- közszolgálati ügykezelők,
- állami tisztviselők.[1]

Az említett négy rétegen kívül tág értelemben a közszolgálati alkalmazottakhoz sorolhatók még
- a közalkalmazottak, akik az előbbiekkel szemben nem a közigazgatásban dolgoznak, hanem az állam és a helyi önkormányzat költségvetési szerveinél (pl. tanárok, orvosok),
- a fegyveres szervek hivatásos állományú tagjai (pl. rendőrök, tűzoltók),
- a Magyar Honvédség hivatásos és szerződéses állományú tagjai,
- a bírák,
- az ügyészségi alkalmazottak, valamint
- az igazságügyi alkalmazottak.